# Chern-Simons-Funktional
Das Chern-Simons-Funktional ist in Differentialgeometrie, Topologie und mathematischer Physik von Bedeutung. In der Mathematik wird es zur Definition der Chern-Simons-Invariante von Zusammenhängen auf Prinzipalbündeln über 3-Mannigfaltigkeiten verwendet. Ursprünglich von Chern und Simons in der Theorie der sekundären charakteristischen Klassen eingeführt, hatte es mindestens zwei unerwartete Anwendungen, nämlich zum einen Wittens Einordnung in die Quantenfeldtheorie mit einer physikalisch-geometrischen Interpretation des Jones-Polynoms (Topologische Quantenfeldtheorie) und zum anderen die Interpretation der Chern-Simons-Invariante flacher Bündel als komplexwertige Version des hyperbolischen Volumens.

## Definition
Sei {\displaystyle G} eine einfach zusammenhängende Lie-Gruppe und {\displaystyle M} eine 3-dimensionale, geschlossene, orientierbare Mannigfaltigkeit. Unter diesen Voraussetzungen ist jedes {\displaystyle G}-Prinzipalbündel {\displaystyle \pi :E\rightarrow M} trivialisierbar, hat also einen Schnitt {\displaystyle s:M\rightarrow E}. 
Für einen Zusammenhang
{\displaystyle \omega \in \Omega ^{1}(E,{\mathfrak {g}})}
wird sein Chern-Simons-Wirkungsfunktional definiert durch
{\displaystyle CS(\omega ,s)=\int _{M}\operatorname {Tr} (s^{*}(\omega \wedge d\omega +{\frac {2}{3}}\omega \wedge \omega \wedge \omega ))}.
Diese Definition hängt a priori von der Wahl eines Schnittes {\displaystyle s:M\rightarrow E} ab, für eine Eichtransformation
{\displaystyle g\in {\mathcal {G}}=C^{\infty }(M,G)}
gilt aber
{\displaystyle CS(\omega ,gs)-CS(\omega ,s)=-{\frac {1}{6}}\int _{M}g^{*}\omega _{MC}\wedge \left[\omega _{MC},\omega _{MC}\right]\in \mathbb {Z} },
wobei {\displaystyle \omega _{MC}} die Maurer-Cartan-Form ist.
Man erhält also einen modulo {\displaystyle \mathbb {Z} } wohldefinierten Wert
{\displaystyle CS(\omega )\in \mathbb {C} /\mathbb {Z} }.

## Eigenschaften
Sei {\displaystyle M} eine geschlossene, orientierbare 3-Mannigfaltigkeit und {\displaystyle \pi _{1}G=0}. Wir bezeichnen mit {\displaystyle {\mathcal {C}}_{M}} die (unendlich-dimensionale) Mannigfaltigkeit aller Zusammenhänge auf {\displaystyle G}-Prinzipalbündeln über {\displaystyle M}. 
Dann ist {\displaystyle CS:{\mathcal {C}}_{M}\rightarrow \mathbb {C} /\mathbb {Z} } glatt und hat die folgenden Eigenschaften:
- (Funktorialität)

Wenn {\displaystyle \phi :P_{1}\rightarrow P_{2}} eine Bündelabbildung über einem orientierungserhaltenden Diffeomorphismus {\displaystyle \psi :M_{1}\rightarrow M_{2}} ist, dann gilt
{\displaystyle CS(\phi ^{*}\omega )=CS(\omega )}
für jeden Zusammenhang {\displaystyle \omega }.
- (Additivität)

Wenn {\displaystyle M=M_{1}\cup M_{2}} eine disjunkte Vereinigung ist und {\displaystyle \omega } ein Zusammenhang auf {\displaystyle M}, dann gilt
{\displaystyle CS(\omega )=CS(\omega \mid _{M_{1}})+CS(\omega \mid _{M_{2}})}.
- (Erweiterung der Strukturgruppe)

Wenn {\displaystyle G_{1}\rightarrow G_{2}} eine Inklusion einfach zusammenhängender, kompakter Lie-Gruppen, {\displaystyle \omega _{1}} ein Zusammenhang auf einem {\displaystyle G_{1}}-Bündel {\displaystyle E_{1}\rightarrow M} und {\displaystyle \omega _{2}} die Erweiterung von {\displaystyle \omega _{1}} auf ein {\displaystyle G_{2}}-Bündel {\displaystyle E_{2}\rightarrow M} ist, dann gilt
{\displaystyle CS(\omega _{1})=CS(\omega _{2})}.

## Flache Zusammenhänge
Es gilt 
{\displaystyle {\frac {\delta CS}{\delta \omega }}={\frac {1}{2\pi }}\Omega },
wobei {\displaystyle \Omega } die Krümmungsform des Zusammenhangs {\displaystyle \omega } bezeichnet. Die kritischen Punkte des Chern-Simons-Funktionals sind also gerade die flachen Zusammenhänge.
Insbesondere ist das Chern-Simons-Funktional konstant auf den Zusammenhangskomponenten des Modulraums flacher Zusammenhänge auf {\displaystyle M\times G}.

## Satz von Yoshida
Es sei {\displaystyle M} eine geschlossene, orientierbare hyperbolische 3-Mannigfaltigkeit und {\displaystyle \rho :\pi _{1}M\rightarrow PSL(2,\mathbb {C} )} ihre Holonomiedarstellung. Dann gilt für das assoziierte flache Bündel {\displaystyle E_{\rho }}
{\displaystyle CS(E_{\rho })=cs(M)+{\frac {i}{2\pi ^{2}}}\operatorname {vol} (M)\in \mathbb {C} /\mathbb {Z} },
wobei {\displaystyle cs(M)} die Riemannsche Chern-Simons-Invariante des Levi-Civita-Zusammenhangs bezeichnet.
Das Bild der Fundamentalklasse unter der Darstellung {\displaystyle \rho } definiert eine Homologieklasse 
{\displaystyle (B\rho )_{*}\left[M\right]\in H_{3}(PSL(2,\mathbb {C} )^{\delta };\mathbb {Z} )\simeq {\hat {B}}(\mathbb {C} )}
in der erweiterten Bloch-Gruppe und der Rogers-Dilogarithmus
{\displaystyle R:{\hat {B}}(\mathbb {C} )\rightarrow \mathbb {C} /2\pi ^{2}\mathbb {Z} }
bildet {\displaystyle (B\rho )_{*}\left[M\right]} auf {\displaystyle CS(E_{\rho })} ab. Das liefert eine explizite Formel für die Chern-Simons-Invariante und einen alternativen Beweis des Satzes von Yoshida.

## Algorithmus für flache Bündel
Es sei {\displaystyle E_{\rho }} ein flaches Bündel über einer geschlossenen, orientierbaren 3-Mannigfaltigkeit {\displaystyle M} mit Holonomie {\displaystyle \rho :\pi _{1}M\rightarrow SL(n,\mathbb {C} )}. Dann bildet der Rogers-Dilogarithmus {\displaystyle \lambda ((B\rho )_{*}\left[M\right])} auf {\displaystyle CS(E_{\rho })} ab, wobei {\displaystyle \lambda :H_{3}(SL(n,\mathbb {C} );\mathbb {Z} )\rightarrow {\hat {B}}(\mathbb {C} )} den kanonischen Homomorphismus bezeichnet. Der Wert von {\displaystyle CS(E_{\rho })} kann aus den ptolemäischen Koordinaten der Darstellung {\displaystyle \rho } zu einer Triangulierung von {\displaystyle M} berechnet werden. (Dieser Ansatz funktioniert auch für 3-Mannigfaltigkeiten mit Rand {\displaystyle \partial M}, solange die Einschränkung von {\displaystyle \rho } auf die Fundamentalgruppen des Randes unipotent ist.) Implementiert ist dieser Algorithmus im Ptolemy Module als Teil der Software SnapPy.

## Verallgemeinerung
In beliebigen Dimensionen kann man Chern-Simons-Formen zur Definition sekundärer charakteristischer Klassen verwenden.